# Renault Clio I
La Renault Clio I est une automobile de la marque française Renault qui fut produite de juin 1990 à avril 1999. Elle a remporté le trophée européen de la voiture de l'année en 1991. Elle est la voiture la plus vendue en France de 1991 à 1997. La Renault Clio II la remplace en mars 1998.

## Historique

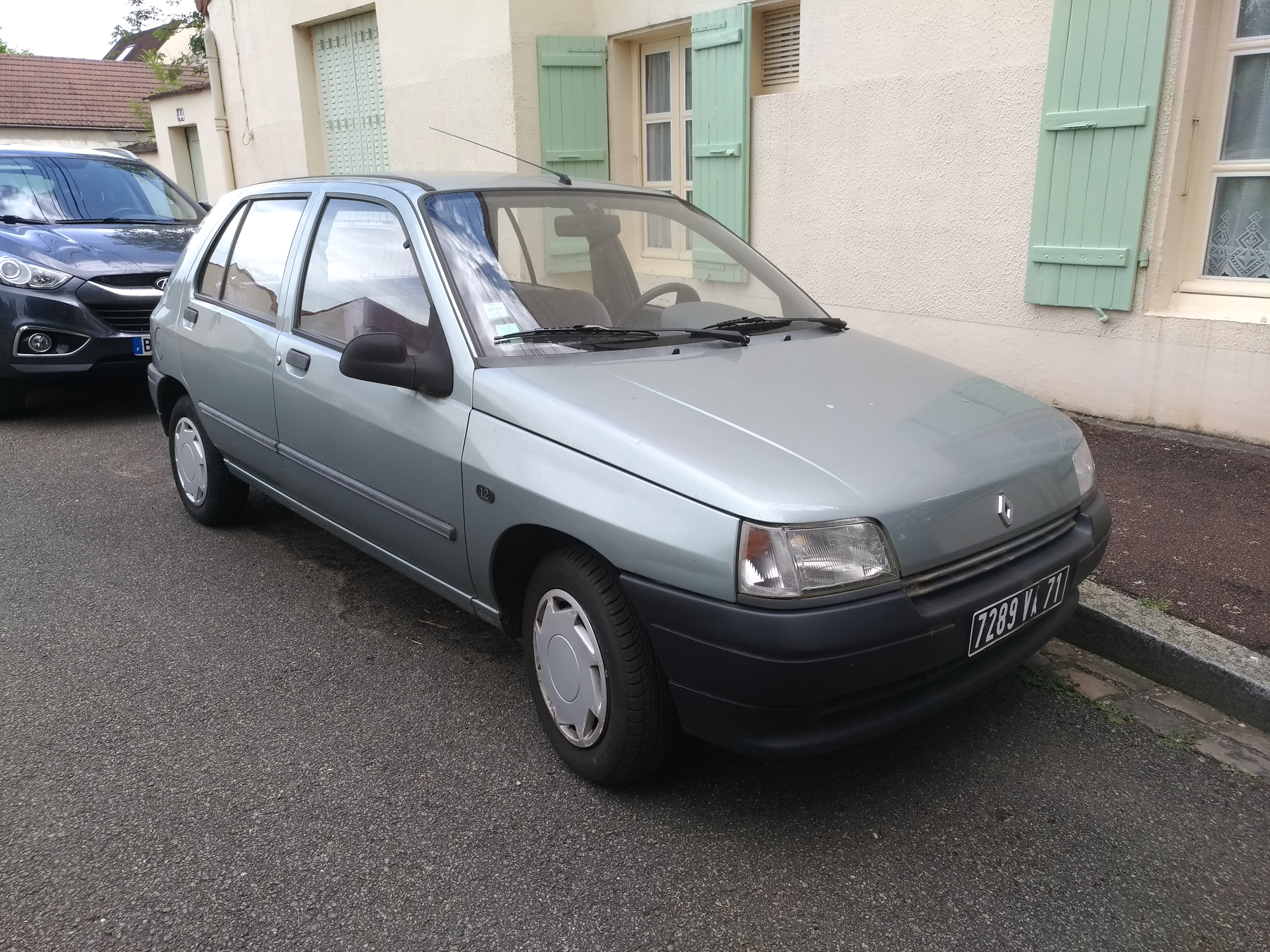
Renault Clio I phase 1 RN de 1991

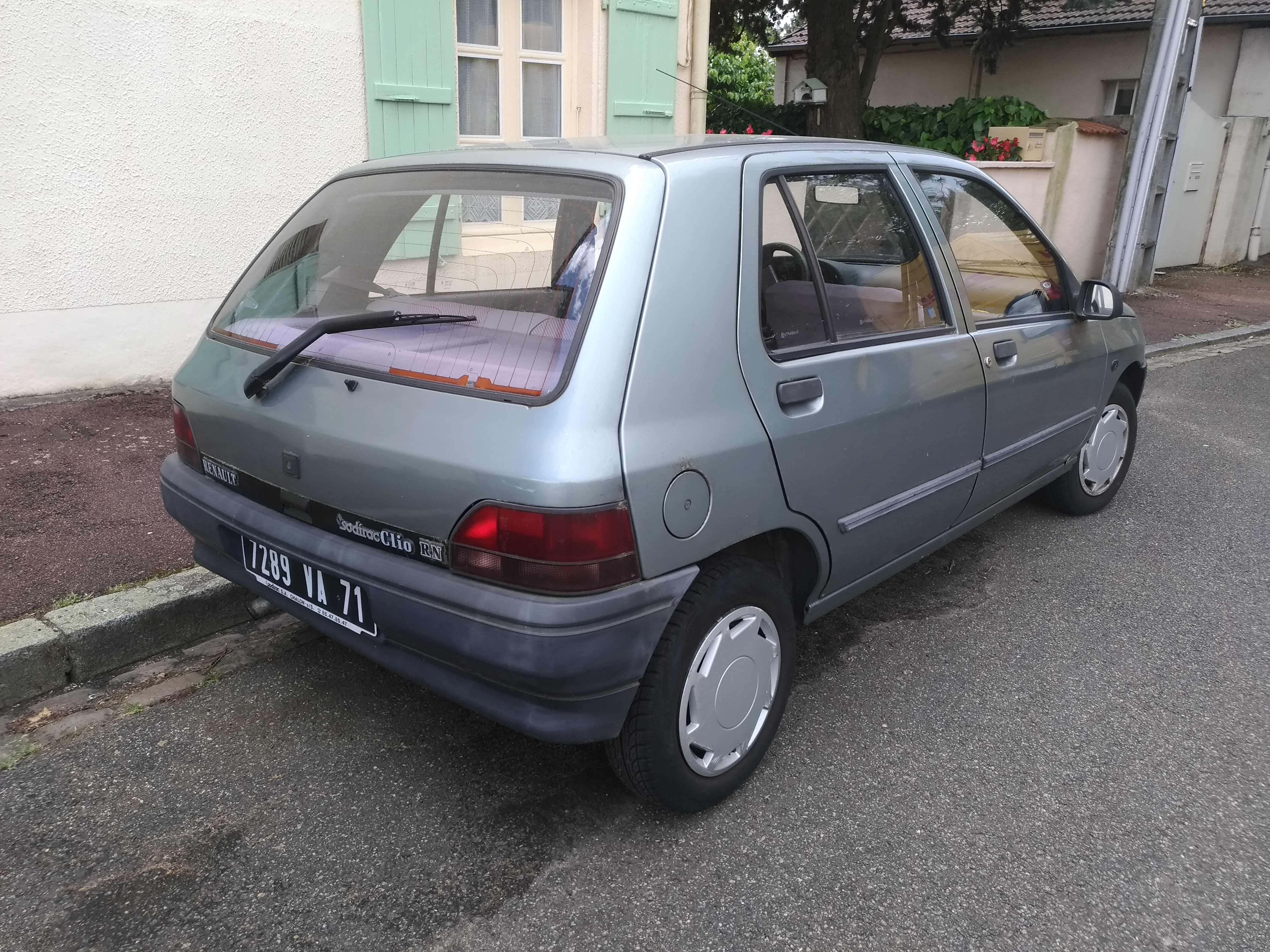
Renault Clio I phase 1 RN de 1991 vue arrière

La Clio est apparue en juin 1990, en version 5 portes pour commencer, puis en version 3 portes en septembre 1990, en remplacement de la dynastie des Renault 5. Elle reprend le châssis de la Super 5 qui est un dérivé des Renault 9 et Renault 11. Les boîtes de vitesses JBx et les « moteurs F » proviennent des Renault 9 et Renault 11, et le moteur « Energy » provient des Renault 19. Elle connaît deux évolutions intermédiaires, en 1994 (Clio I Phase 2) puis 1996 (Clio I Phase 3). La Clio I sera suivie par une deuxième génération Clio II en 1998, une troisième Clio III en 2005, une quatrième Clio IV en 2012 et enfin, une cinquième Clio V en 2019.
Les bonnes prestations de cette citadine feront sa réputation de petite routière (« Elle en met plein la vie » puis « Elle a tout d'une grande ! » disait la publicité), prestations que les générations suivantes ont encore vu progresser.
Elle fut utilisée par de nombreux services publics français tels que EDF, La Poste, France Télécom et la gendarmerie, qui parfois l'utilisaient encore en 2010.
Le prix d'une telle voiture était, en 1990, de 53 000 F (soit ~14 000 € constants en 2023).
Les débuts commerciaux sont timides : la voiture tout en rondeur tranche avec le reste du marché, la campagne publicitaire est incomprise du public, certains coloris laissent perplexe et le rapport prix/équipement n'est pas forcément attractif. Mais le confort, le côté pratique de l'auto et le bouche à oreille en ont fait le succès que l'on connaît aujourd'hui.
La Clio première génération sera déclinée en quatre versions sportives à 3 portes uniquement :

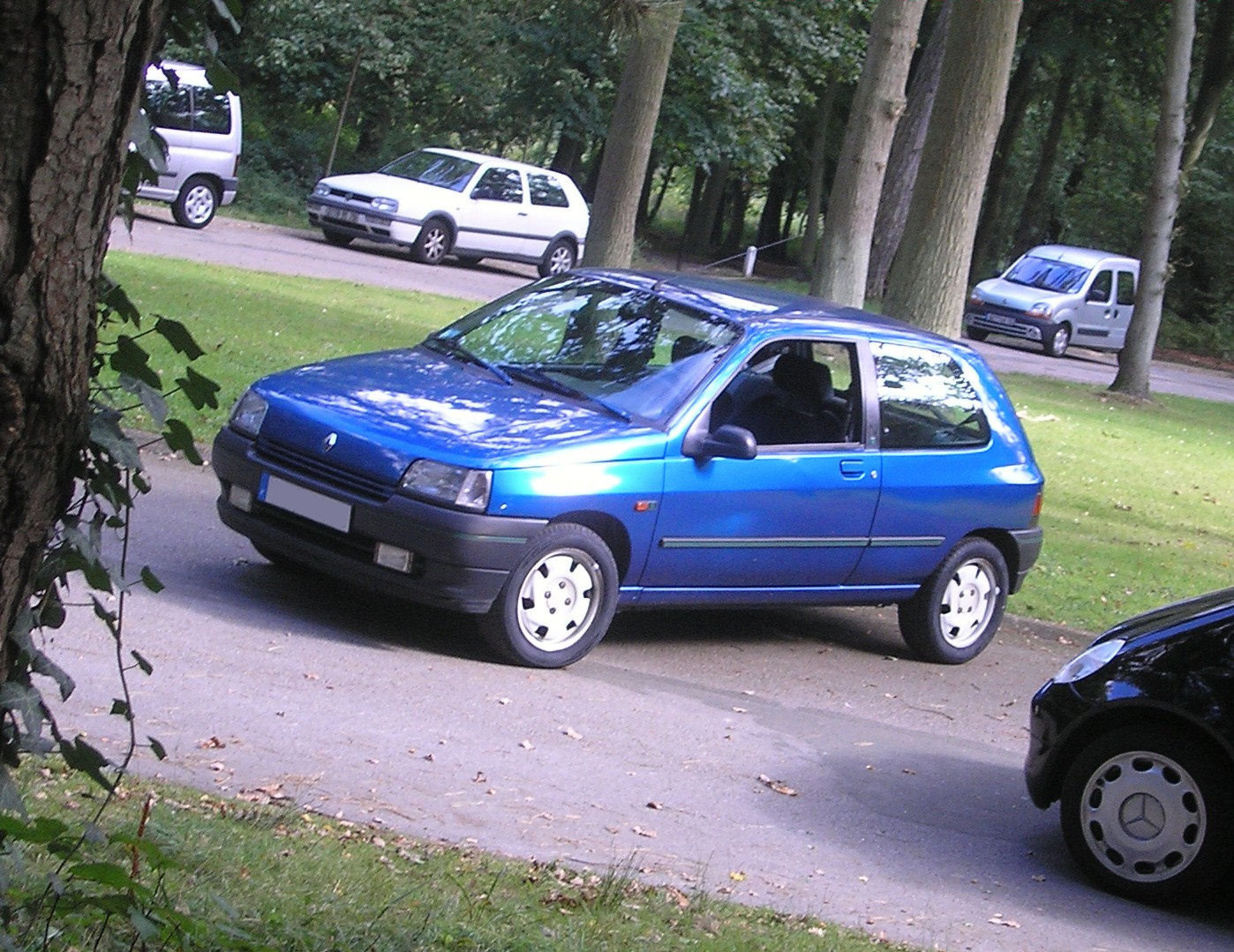
Clio S

- Clio S : en 1991, Clio RN à boite courte, moteur E6J 1.4l avec carburateur Weber double corps puis en 1993 moteur E7J 1.4l avec injection monopoint et catalyseur (80 ch à 5 750 tr/min). Prix 76 000 F en 1991 (soit ~19 500 € de 2023)[3].
- Clio RSi : à partir de janvier 1993, moteur F3P 8 soupapes de 1 783 cm3 avec injection indirecte multipoint de 110 ch à 5 500 tr/min. Prix de la RSi : 100 000 F en 1993 (soit ~24 600 € de 2023).

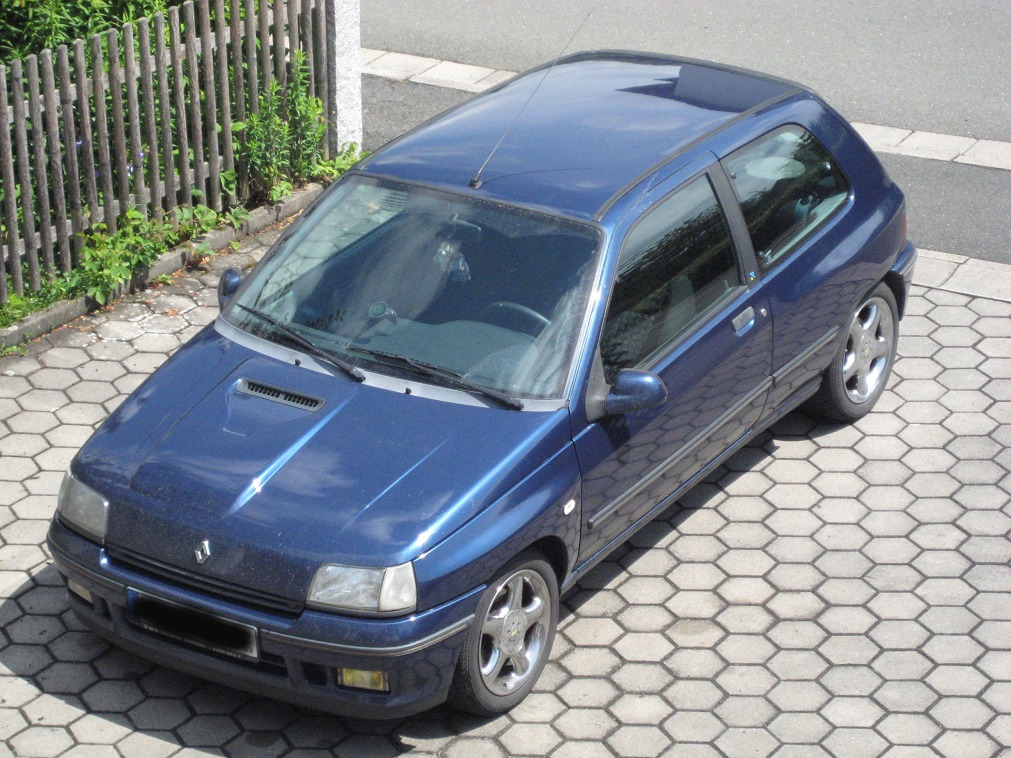
Clio 16S

- Clio 16S/16V : « moteur F7P 720/F7P 722 (Catalysé) » 1,8 litres 16 soupapes de 140/137 ch.
- Clio Williams : « moteur F7R A700 » 2 litres 16 soupapes de 150 ch, à 130 000 F en 1993 (soit ~32 000 € de 2023).

Le nom vient de la muse grecque Clio et a été proposé par Pierre Dos, directeur des relations publiques de l'usine Renault de Cléon en Normandie, alors que l'on cherchait à baptiser le premier modèle.

### Phase 2 (03/1994 - 05/1996)

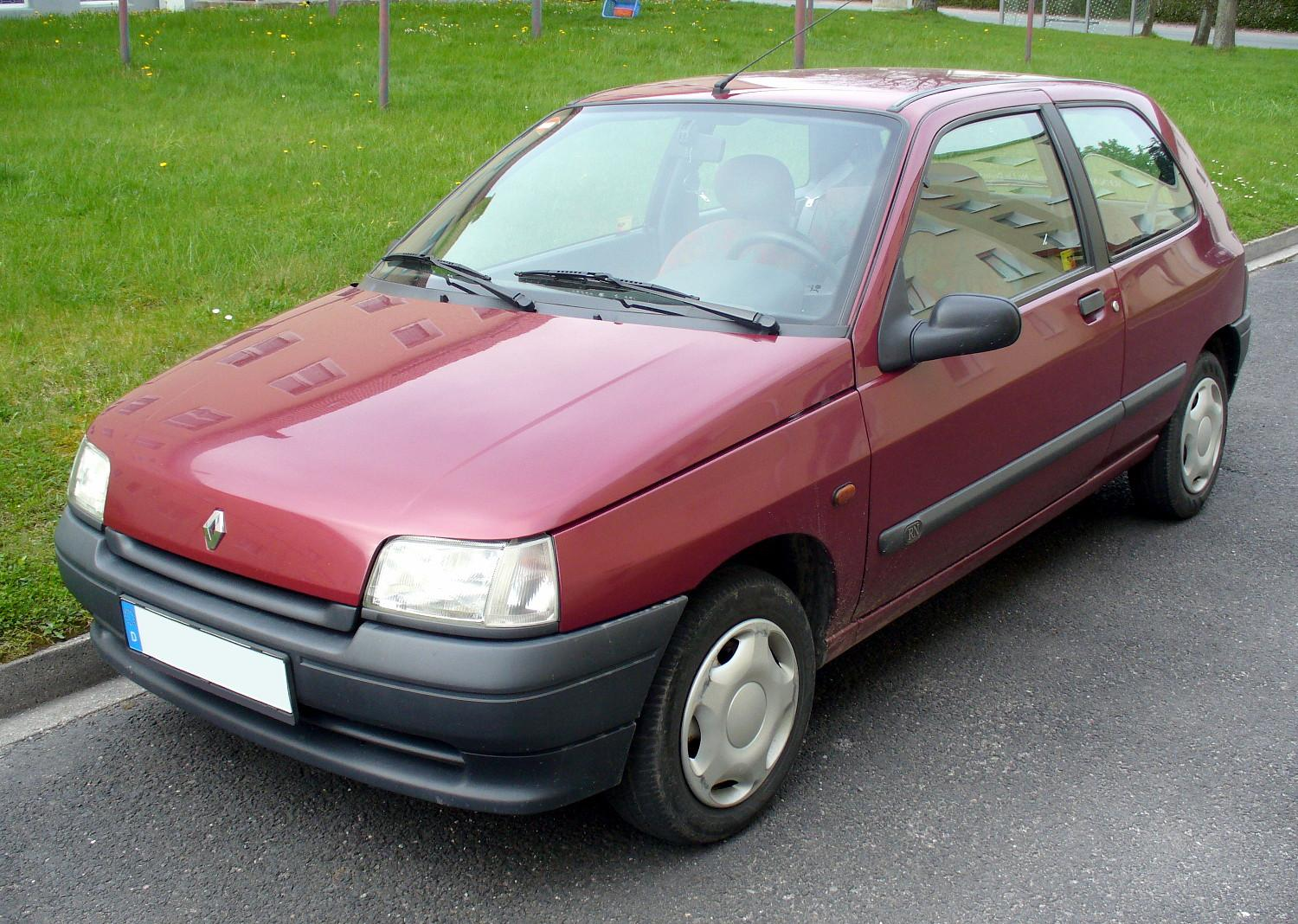
Clio I Phase 2 RN

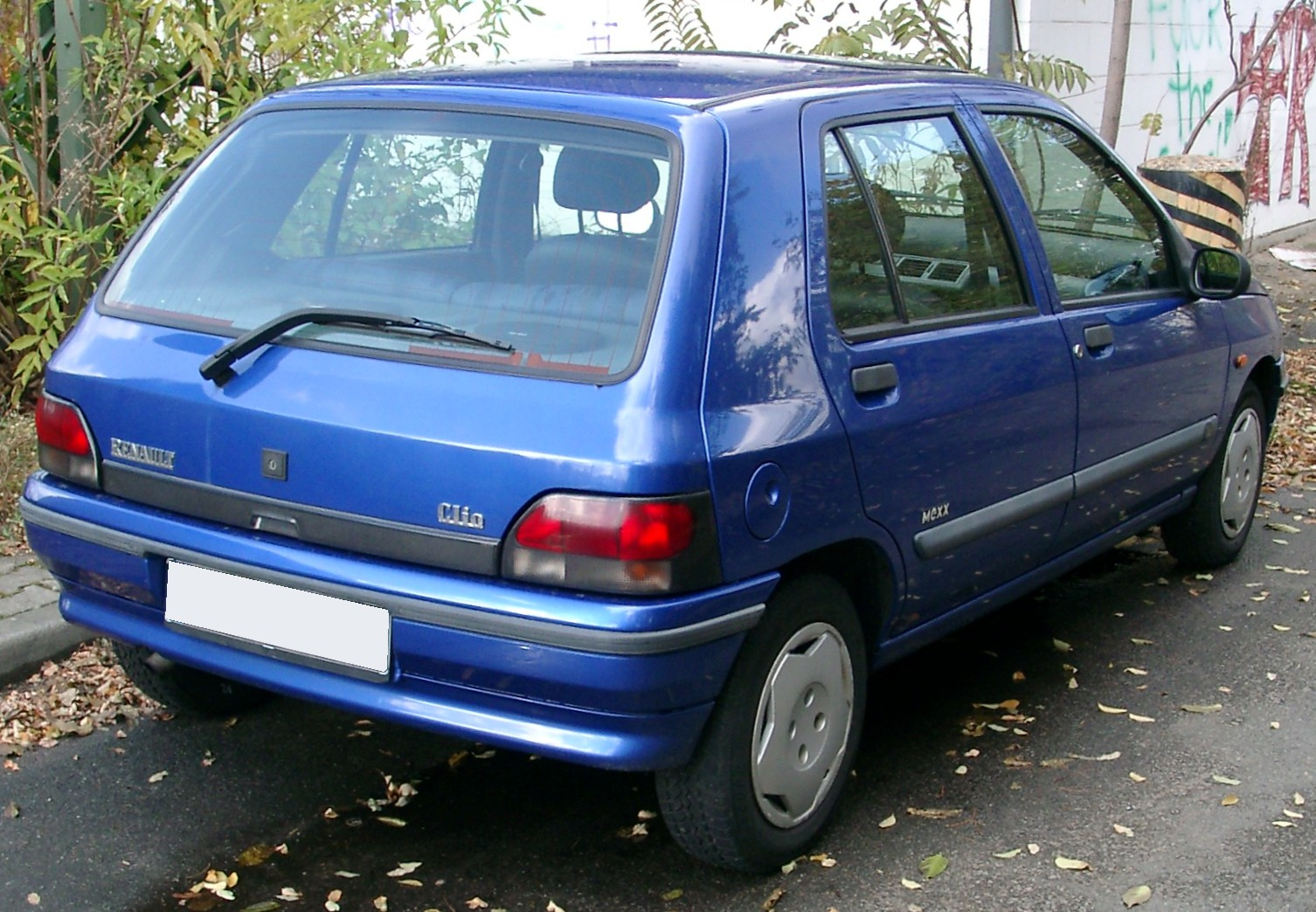
Phase 2 vue arrière, avec des feux légèrement bombés

- Amélioration de la sécurité : caisse renforcée, prétensionneurs de ceintures à l'avant, airbag disponibles (généralement en option).
- Direction assistée en série à partir de la finition RN.
- Adoption des aiguilles de compteurs blanches et des commandes de ventilation affinées de la Renault R19.
- Nouvelle calandre, nouveaux rétroviseurs plus grands (nombre de clients reprochaient des rétroviseurs trop petits sur cette voiture). Rétroviseur droit en série.
- Baguettes latérales plus larges avec badge affichant la finition et la motorisation (exemple : RN 1.4).
- Répétiteurs de clignotants latéraux de série.
- Nouveaux feux arrière.
- Nouvelle baguette de coffre : les logos « Renault » et « Clio » sont désormais sur le hayon.
- Nouvelles selleries.
- Essuie-glace arrière de série.
- Nouveau bouchon de réservoir (repris plus tard sur la Kangoo).

### Phase 3 (06/1996 - 01/1999)

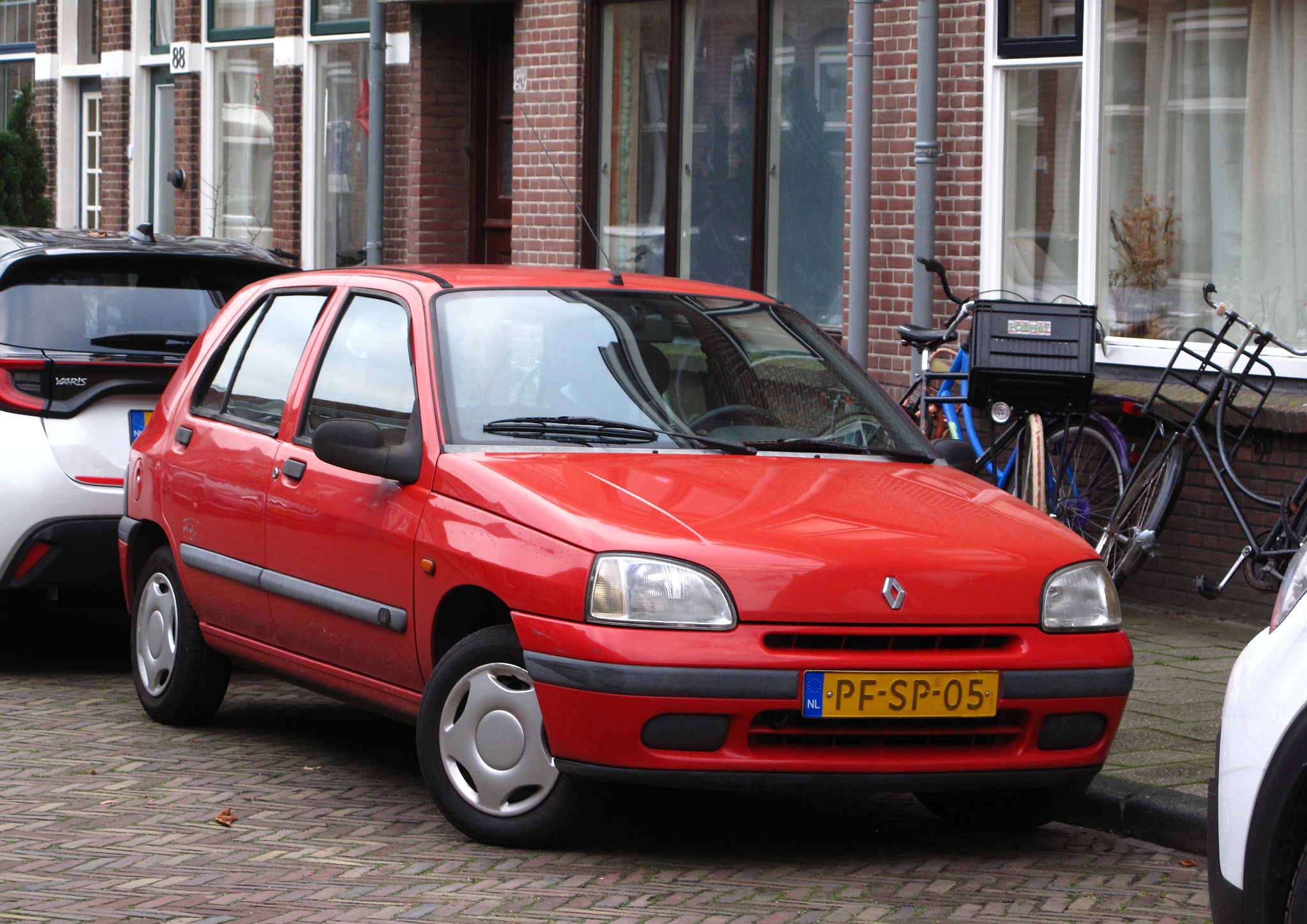
Renault Clio I Phase 3

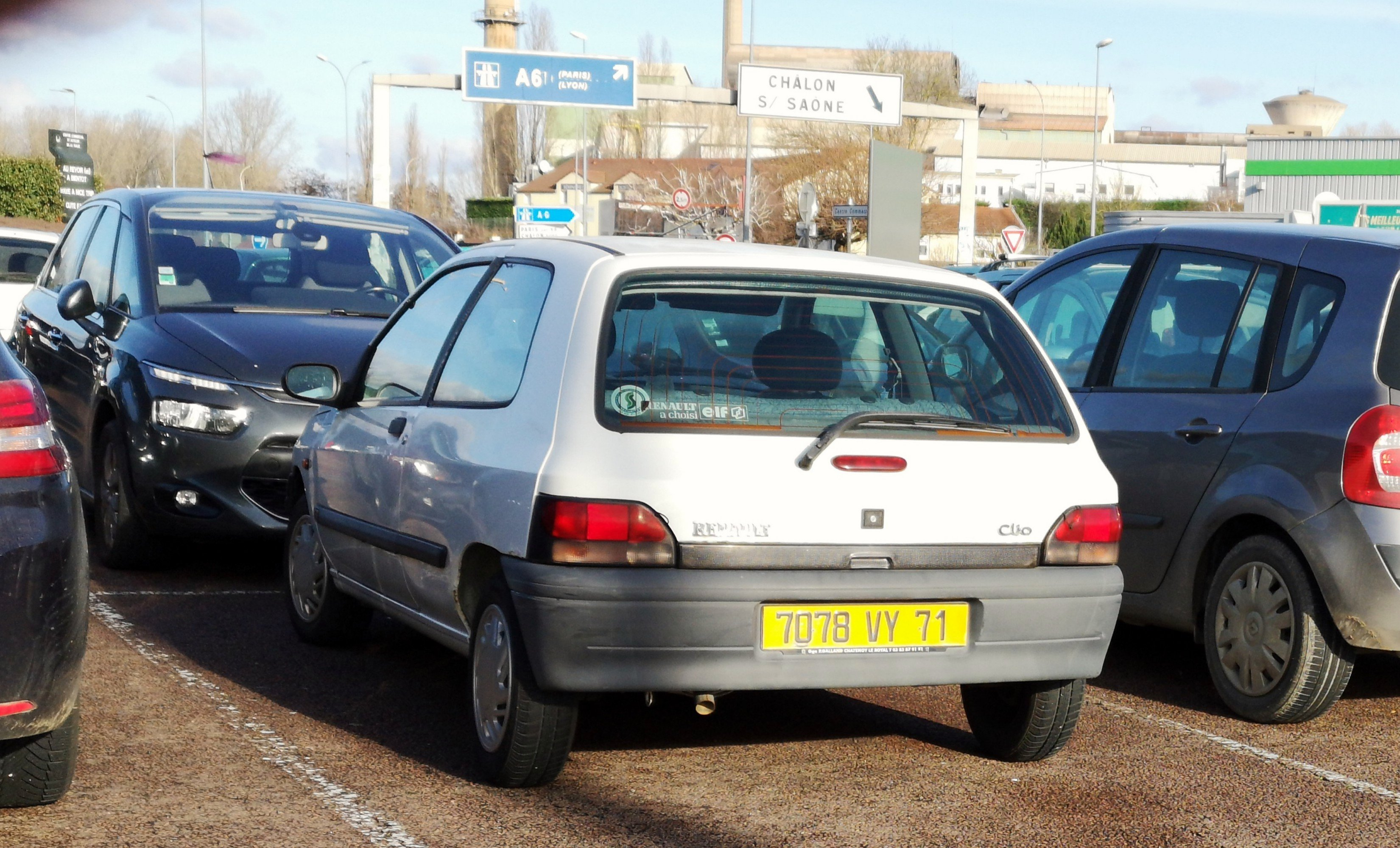
Renault Clio I Phase 3 vue arrière

La face avant est totalement revue :
- Calandre désormais intégrée au pare-chocs.
- Phares plus arrondis et intégrant les clignotants.
- Antibrouillards arrondis (provenant des R19 et Laguna).

Par ailleurs :
- Apparition d'un troisième feu stop sur le hayon.
- Coussin gonflable de sécurité (airbag) conducteur de série sur RT et Baccara.
- Nouvelles selleries.
- Nouveaux volants plus modernes (3 branches en plastique moussé).
- Nouveaux pare-chocs.
- Voies élargies (selon la cylindrée).
- Meilleur traitement anticorrosion.
- Nouveaux rétroviseurs mieux conçus, ainsi en cas de pluie il y a moins de traînées sur les vitres en roulant.
- Vitres teintées de séries lors du remaniement de la gamme (Chipie, Oasis, etc.)

## Les différentes versions

### Finitions
Il existe 4 niveaux de finition :
- RL (Low : entrée de gamme) ;
- RN (Normale : milieu de gamme) ;
- RT (Top : haut de gamme) ;
- RC (Commerciale).

### Versions spéciales
- Chipie ; base RL
- Be Bop ; base RL
- Super Chipie ;
- Oasis ; base RN
- Fidji ; base RN
- Alizé ; base RT (avec principalement l'air conditionné)
- Night and day ; base RN
- MTV ; base RT
- NRJ ; base RN
- Elle ;
- Symbol ;
- Shanghaï ; base RT
- Olympique ; base RT
- Aïda ; base RN
- ICE ;
- Club Med ;base RN
- Baccara ; base RT
- Initiale Paris ; base RT (prend la relève de la version Baccara)
- Électrique (surtout commercialisée auprès de services publics : La Poste, EDF...)
- S 1.4i 80ch ;
- RSi 1.8i 110/107ch;
- 16S/16 V 1.8i 140/137ch ;
- Williams 2.0i 150/147ch ;

Quelques séries limitées d'autres pays :
- Ipanema ;
- Buenaventura ;
- Disc ;
- Duet ;
- Mecano.
- RSi Rothams (300 exemplaires estimés)
- Swiss Champion (Limité à 500 exemplaires)
- Grand Prix (limitée à 500 exemplaires pour le marché allemand)[4]

## Caractéristiques

### Motorisations
À ces différentes versions viennent se greffer différentes motorisations, principalement à essence :
| Essence                        |       |                                                                    |                                       |                                                |
| 1.1 « Moteur Cléon-fonte C1E » | 1 108 | 49 à 5 250 tr/min                                                  | 79 à 2 500 tr/min                     | 4                                              |
| 1.2 « Moteur Cléon-Fonte C3G » | 1 239 | 54 à 5 300 tr/min                                                  | 90 à 2 800 tr/min                     | 5                                              |
| 1.2 « Moteur Energy E5F/E7F »  | 1 171 | 60 à 6 000 tr/min                                                  | 85 à 3 500 tr/min                     | 4/5/5                                          |
| 1.2 « Moteur D7F »             | 1 149 | 60 à 5 250 tr/min                                                  | 93 à 2 500 tr/min                     | 5                                              |
| 1.4 « Moteur Energy E6J/E7J »  | 1 390 | 80 à 5 750 tr/min                                                  | 107 à 3 500 tr/min                    | 6 boîte longue / 7 boîte courte ou automatique |
| 1.6 « Moteur Cléon-Fonte »     | 1 555 | 73 (carburateur) / 78 (injection)                                  |                                       |                                                |
| 1.7 « Moteur F2N »             | 1 721 | 92 à 5 750 tr/min                                                  | 138 à 3 000 tr/min                    | 7 boîte longue / 8 boîte courte                |
| 1.8 « Moteur F3P »             | 1 794 | 95 à 5 750 tr/min                                                  | 142 à 2 750 tr/min                    | 9                                              |
| 1.8ie « Moteur F3P »           | 1 783 | 110 à 5 500 tr/min                                                 | 155 à 4 250 tr/min                    | 9                                              |
| 1.8 16v « Moteur F7P »         | 1 764 | 140 (non catalysée) à 6 500 tr/min 137 (catalysées) à 6 500 tr/min | 165 à 4 250 tr/min 162 à 4 250 tr/min | 9                                              |
| 2.0 16v « Moteur F7R »         | 1 998 | 150 à 6 100 tr/min                                                 | 175 à 4 500 tr/min                    | 10                                             |
| Diesel                         |       |                                                                    |                                       |                                                |
| 1.9D « moteur F8Q »            | 1 870 | 65 à 4 500 tr/min                                                  | 118 à 2 250 tr/min                    | 6                                              |

Le moteur 1.1 « Cléon-Fonte » (conçu par l'ingénieur René Vuaillat et apparu sur la Renault Floride S en 1962) est issu de sa devancière la Supercinq.
Le 1.2 « Cléon-Fonte » repris sur la Twingo équipé de l'injection monopoint et d'un catalyseur était proposé avant 1993 sur les Clio destinées à l'exportation dans les pays où les normes antipollution étaient plus sévères (Allemagne, par exemple), Le 1.2 Cleon fonte équipait en France la Clio Chipie phase 2 en 1996.
Les moteurs 1.2 « Energy », 1.4 « Energy », 1.7, 1.8, 1.8ie, 1.8 16v et 1.9D proviennent de la Renault 19.
Le « moteur D » (type D7F) 1.2 arrive sur la Clio en 1996 pour remplacer le 1.2 « Energy », tout comme sur la Twingo I pour remplacer son 1.2 « Cléon-Fonte » puis sur les Kangoo et Clio II en 1998.
Le 2.0 16v (F7R) est inauguré sur la Clio Williams, il sera réutilisé sur la Mégane I Coupé.
Afin de satisfaire la réglementation antipollution européenne, les moteurs essence passent à l'injection avec catalyseur à partir de 1993 et les moteurs diesel reçoivent un « pot à oxydation » à partir de 1997.

## Clio 16S
La Clio 16S est sortie en 1991.
Un châssis aiguisé ainsi qu'un « moteur F » à 16 soupapes de 140 ch version non catalysée permit à la Clio de concurrencer la 205 1.9 GTI de chez Peugeot. Deux ans plus tard apparaît la Clio Williams, évolution dédiée à l'homologation en rallye.

### Caractéristiques
| Moteur                                       |                                                                                           |
| -------------------------------------------- | ----------------------------------------------------------------------------------------- |
| Type                                         | F7P 720 ou F7P 722 (Catalysé)                                                             |
| Puissance (ch à tr/min)                      | 140 à 6 500                                                                               |
| Couple maxi (mkg à tr/min)                   | 16,8 à 4 250                                                                              |
| Régime maxi (tr/min)                         | 7 200                                                                                     |
| Cylindrée (cm3)                              | 1 764                                                                                     |
| Alésage × Course (mm)                        | 82 × 83,5                                                                                 |
| Type (cylindres)                             | 4 en ligne                                                                                |
| Bloc                                         | Fonte                                                                                     |
| Soupapes par cylindre                        | 4                                                                                         |
| Arbre(s) à cames                             | Double (en tête)                                                                          |
| Entraînement                                 | Courroie crantée                                                                          |
| Alimentation/Allumage                        | Gestion intégrale Fenix 3 A                                                               |
| Type d'huile                                 | Elf Compétition 5W-40 synthétique                                                         |
| Capacité du carter d'huile (L)               | 4.5L (carter tôle) / 6L (carter aluminium)                                                |
| Transmission                                 |                                                                                           |
| Type                                         | Traction                                                                                  |
| Boîte de vitesses                            | 5                                                                                         |
| Blocage de différentiel                      | /                                                                                         |
| Vit. à 1 000 tr/min en - Vit. maxi en (km/h) |                                                                                           |
| 1re                                          | 8,107 – 55                                                                                |
| 2e                                           | 13,6 – 100                                                                                |
| 3e                                           | 19,0 – 140                                                                                |
| 4e                                           | 25,9 – 180                                                                                |
| 5e                                           | 31,5 – 207                                                                                |
| Type d'huile                                 | TRANSELF TRJ ou TRX 75W-80, capacité 3,4 L Remplacées par TRANSELF NFJ ou NFP 75W-80 GL4+ |
| Pneus                                        |                                                                                           |
| Type Michelin                                | Pilot HX                                                                                  |
| Dimensions Av/Ar                             | 185/55 VR 15                                                                              |
| Jantes AV/AR                                 | 6,5 J 15 Alu ET 35                                                                        |
| Châssis                                      |                                                                                           |
| Suspensions                                  |                                                                                           |
| Avant                                        | Pseudo MacPherson                                                                         |
| Arrière                                      | Bras tirés 4 barres                                                                       |
| Freins AV (diamètre en mm)                   | Disques ventilés (259)                                                                    |
| Arrière (diamètre en mm)                     | Disques (238)                                                                             |
| Direction                                    | Crémaillère assistée                                                                      |
| Nombre de tours de volant                    | 2 ¾                                                                                       |
| Aérodynamique                                |                                                                                           |
| S (m2)                                       | 1,89                                                                                      |
| SCx (m2) - Cx                                | 0,63 - 0,33                                                                               |
| Poids et dimensions                          |                                                                                           |
| Poids total (kg)                             | 16S : 975 / 16V : 990                                                                     |
| Répartition AV/AR                            | 64/36                                                                                     |
| Longueur - Largeur - Hauteur (m)             | 3,71 - 1,64 - 1,36                                                                        |
| Empattement (m)                              | 2,47                                                                                      |
| Voies avant – arrière (m)                    | 1,38 - 1,35                                                                               |

La Renault 16S apparaît dans le jeu vidéo V-rally 4 .

### Performances
| Généralités              |      |
| ------------------------ | ---- |
| Poids/Puissance          | 7,68 |
| Puissance au litre (ch)  | 79   |
| Couple au litre (mkg)    | 9,3  |
| Vitesse max (km/h)       | 207  |
| Accélérations (s)        |      |
| 0 à 100 km/h             | 8,2  |
| 400 mètres DA            | 15,9 |
| 1 000 mètres DA          | 29,6 |
| Reprises (s)             |      |
| 80 à 120 en 3e           | 5,3  |
| 80 à 120 en 4e           | 8,8  |
| 80 à 120 en 5e           | 11,8 |
| 80 à 150 en 5e           | 25,6 |
| 100 à 140 en 5e          | 13,3 |
| 400 mètres de 40 en 4e   | 16,5 |
| 400 mètres de 40 en 5e   | 18,6 |
| 400 mètres de 50 en 4e   | 15,9 |
| 400 mètres de 50 en 5e   | 18,1 |
| 1 000 mètres de 40 en 4e | 33,6 |
| 1 000 mètres de 50 en 4e | 30,6 |
| 1 000 mètres de 50 en 5e | 35   |

## Clio Baccara

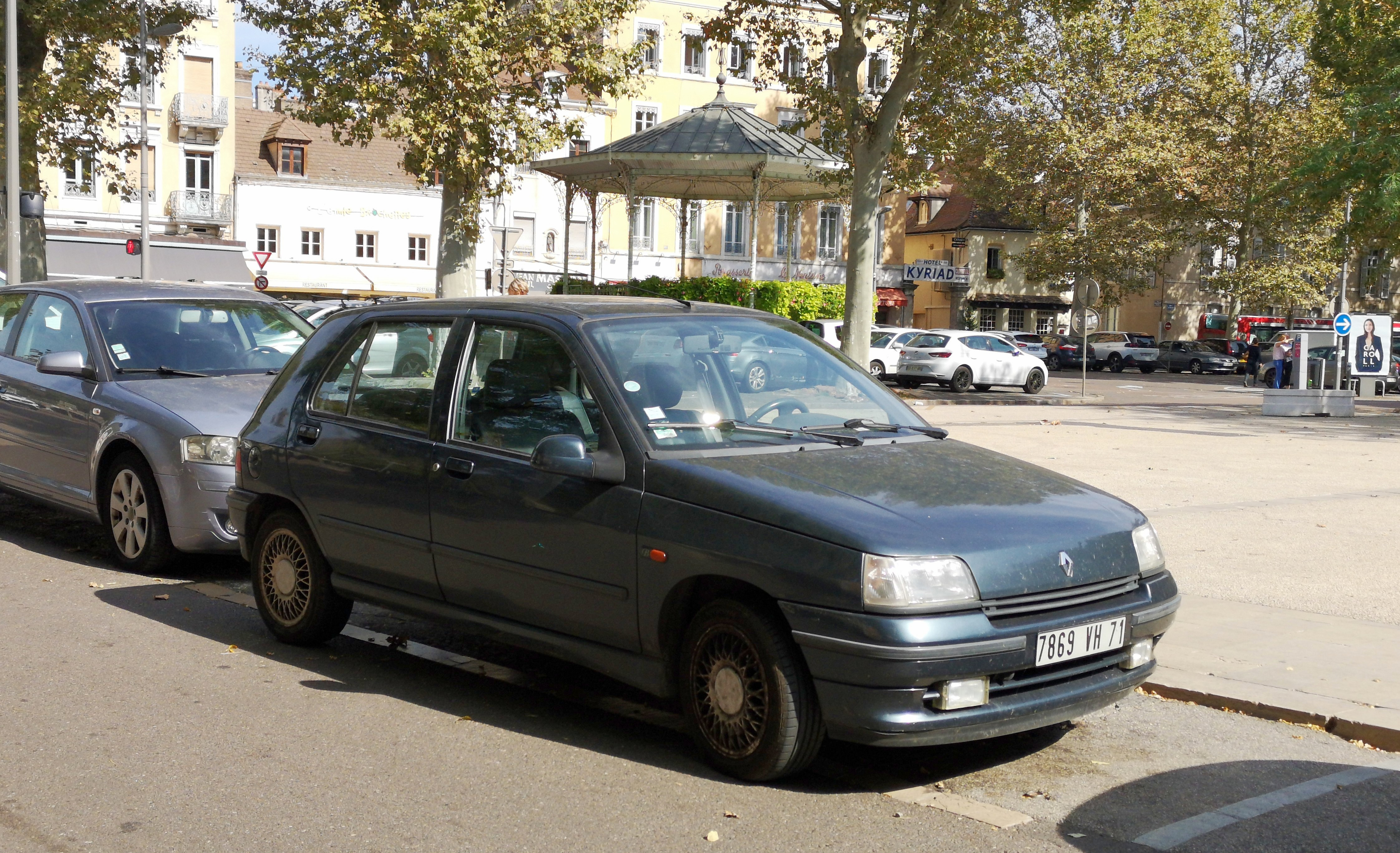
Clio phase 1 Baccara

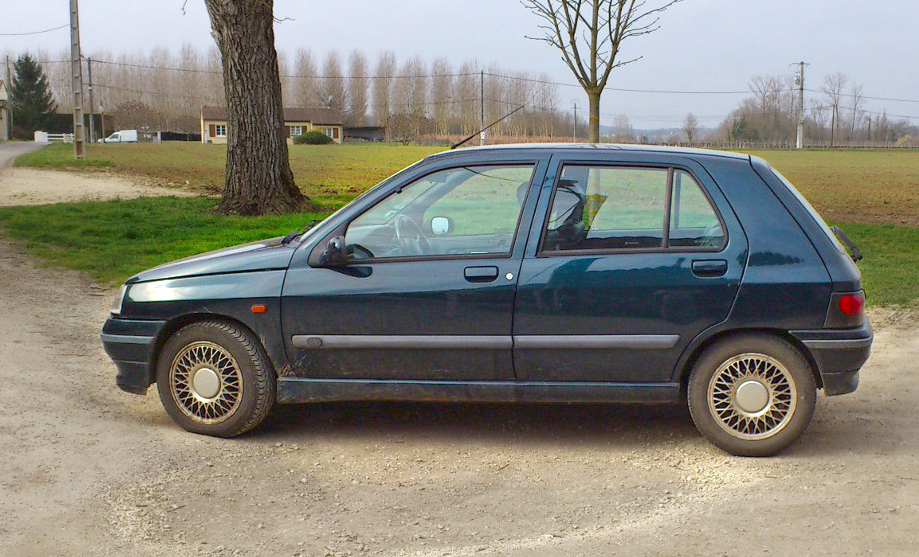
Clio phase 2 Baccara de 1994

La Clio Baccara est apparue en 1991, équipée du moteur 1.7 puis 1.8 en boîte manuelle à partir de la phase 2.
Elle était considérée à sa sortie comme une des petites voitures les mieux finies et équipées. De plus, ses performances étaient loin d'être ridicules, avec un 1 000 mètres départ arrêté abattu en un peu moins de 32 secondes.

### Motorisations
- De 1991 à 1993 en boîte manuelle : moteur F2N 1.7 à carburateur double corps de 92 ch.
- De 1991 à 1993 en boîte automatique à 3 rapports : moteur E6J 1.4 à carburateur de 80 ch.
- Après 01/1993 en boîte manuelle : moteur F3P 1.8 injection monopoint de 95 ch.
- Après 01/1993 en boîte automatique à 4 rapports : même moteur que la version manuelle dégonflé à 90 ch puis 92.
- À partir de la phase 3 et de l'Initiale, moteur 1.8 injection monopoint de 95 ch puis 92 pour le millésime 1998.

### Aspects intérieur et extérieur

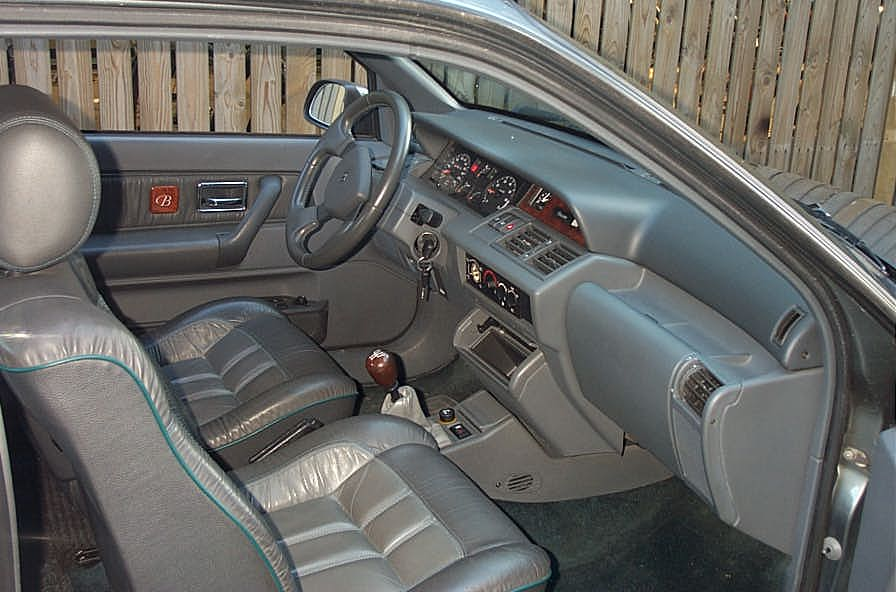
L'intérieur de la phase 1 Baccara

La Clio Baccara possède un intérieur nettement plus luxueux que les autres Clio. Elle possède une sellerie en cuir gris, des inserts en ronce de noyer autour de l'afficheur de température extérieure, les panneaux de portes (eux aussi tendus de cuir) et le pommeau du levier de vitesses. Les poignées de portes intérieures sont chromées et elle possède un cache d'autoradio également en ronce de noyer (à partir de la phase 2).
Extérieurement, elle se distingue par des jantes alliage 14 pouces et des bas de caisses spécifiques, des baguettes latérales marquées d'un « B » et une peinture métallisée spécifique, disponible en 5 coloris : vert jade, gris tungstène, bleu-vert atlantide, noir nacré et gris iceberg.

### Équipements
Jantes alliage spécifiques avec pneus en 165/60R14 sur 1.7 puis 175/60R14 sur 1.8.
En série :
- antibrouillards ;
- sellerie cuir ;
- climatisation ;
- essuie-glace AR ;
- autoradio avec lecteur cassette puis lecteur CD à partir de juin 1994 ;
- verrouillage centralisé ;
- alarme ;
- vitres avant électriques ;
- direction assistée.

En option :
- toit ouvrant ;
- ABS à partir de 1995.

### Initiale Paris
À partir du millésime 1998 (donc à partir de juillet-août 1997), Renault a été contraint de remplacer le nom « Baccara » par « Initiale Paris ». Il s'agit globalement de la même voiture, mais avec des jantes différentes, et motorisée par la version injection monopoint du 1.8 en version 92 chevaux DIN (9 CV).

## Clio S
La Clio S est née en 1992, équipée du « moteur Energy » (E6J dans sa première version, puis E7J).
Sa principale caractéristique est d'être équipée d'une boîte courte, lui permettant de se démarquer par sa vivacité (0 à 400 mètres en ~18 secondes), réduisant toutefois la vitesse de pointe (172 km/h constructeur).

### Motorisations
- De 1991 à 1993 : moteur E6J 1.4l équipé d'un carburateur Weber double corps (version plus performante).
- Après 01/1993 : moteur E7J 1.4l équipé d'une injection monopoint et d'un catalyseur.

### Intérieur
La Clio S se démarque par ses sièges baquets, ses jantes sport « Évolution » et sa sellerie spécifique, son liseré vert sur les baguettes et pare-chocs, son becquet.
Elle inaugure de plus le volant sport 3 branches des Clio 16S et Clio Williams, un châssis plus ferme avec barres antiroulis avant et arrière de plus grosses sections ainsi qu'un freinage renforcé (disques ventilés à l'avant, servofrein plus gros).

### Caractéristiques
Jantes « Évolution » blanches ou argent, montées de série en 165/60R14.
En série :
- antibrouillards ;
- becquet ;
- sièges avant sport ;
- volant sport 3 branches ;
- bavette AV ;
- verrouillage centralisé.

En option :
- direction assistée ;
- vitres avant électriques ;
- toit ouvrant.

## Clio Williams
La Clio Williams, est née en 1993 afin de servir de base à l’homologation rallye et pour célébrer les succès de Renault, alors motoriste de l'écurie Williams, en Formule 1. Comme le disait le slogan publicitaire : « Vous pouvez rougir de honte, verdir de rage, mais c'est à une Clio que Frank Williams a donné son nom ».
Pour cette homologation, il fallait que Renault produise la Clio avec un « moteur F » de 2 litres de cylindrée. Au départ 4 500 véhicules numérotés étaient prévus. Devant le succès, il fut lancé une deuxième série de 2 500. Au total, ce sont plus de 12 000 voitures qui furent produites. 4 500 exemplaires numérotés verront le jour, puis grâce à son succès tant sportif que commercial, ce seront en tout environ 12 100 véhicules qui seront produits, déclinés en deux phases ou en série limitée « Swiss Champion ».
Par ailleurs Renault avait besoin de produire plus de 2 500 exemplaires de ce véhicule pour pouvoir l'utiliser en compétition.
En outre, ce modèle a été utilisé comme voiture de sécurité durant les compétitions de Formule 1 en 1996.
Conçue à partir d'une base de Clio 16S, la Clio Williams bénéficie de nombreux équipements additionnels : sièges avant semi-baquets, moquette bleue, manomètre à fond bleu et plaque numérotée, train avant élargi ainsi que des jantes Speedline de couleur or.

### Caractéristiques

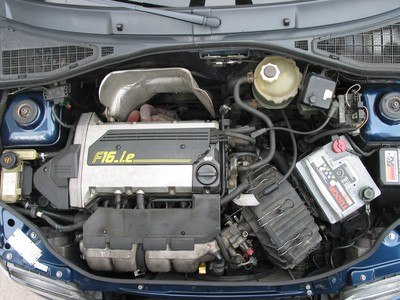
Moteur F7R A700

La Renault Clio Williams est équipée d'un « moteur F » (type F7R) 4 cylindres à 16 soupapes, a une cylindrée de 1 998 cm3 et est équipé d'un double arbre à cames en tête.
| Moteur                                       |                                                                                           |
| -------------------------------------------- | ----------------------------------------------------------------------------------------- |
| Type                                         | F7R A700                                                                                  |
| Puissance (ch à tr/min)                      | 150 à 6 100                                                                               |
| Couple maxi (mkg à tr/min)                   | 18,2 à 4 500                                                                              |
| Régime maxi (tr/min)                         | 6 500                                                                                     |
| Cylindrée (cm3)                              | 1 998                                                                                     |
| Alésage × Course (mm)                        | 82,7 × 93                                                                                 |
| Type (cylindres)                             | 4 en ligne                                                                                |
| Bloc                                         | Fonte                                                                                     |
| Soupapes par cylindre                        | 4                                                                                         |
| Arbre(s) à cames                             | Double (en tête)                                                                          |
| Entraînement                                 | Courroie crantée                                                                          |
| Alimentation/Allumage                        | Gestion Intégrale Fenix 3 A                                                               |
| Type d'huile                                 | Elf Compétition 5W-40 synthétique                                                         |
| Capacité du carter d'huile (L)               | 6                                                                                         |
| Transmission                                 |                                                                                           |
| Type                                         | Traction                                                                                  |
| Boîte de vitesses                            | 5                                                                                         |
| Blocage de différentiel                      | /                                                                                         |
| Vit. à 1 000 tr/min en - Vit. maxi en (km/h) |                                                                                           |
| 1re                                          | 8,5 – 55                                                                                  |
| 2e                                           | 14,2 – 92                                                                                 |
| 3e                                           | 20,0 –130                                                                                 |
| 4e                                           | 25,7 – 167                                                                                |
| 5e                                           | 33,2 – 217                                                                                |
| Type d'huile                                 | TRANSELF TRJ ou TRX 75W80, capacité ~3,2 L Remplacées par TRANSELF NFJ et NFP 75W-80 GL4+ |
| Pneus                                        |                                                                                           |
| Type Michelin                                | Pilot HX                                                                                  |
| Dimensions Av/Ar                             | 185/55 VR 15                                                                              |
| Jantes AV/AR                                 | 7 J 15 Alu                                                                                |
| Châssis                                      |                                                                                           |
| Suspensions                                  |                                                                                           |
| Avant                                        | MacPherson                                                                                |
| Arrière                                      | Bras tirés                                                                                |
| Freins AV (diamètre en mm)                   | Disques ventilés (259)                                                                    |
| Arrière (diamètre en mm)                     | Disques (238)                                                                             |
| Direction                                    | Crémaillère assistée                                                                      |
| Nombre de tours de volant                    | 2 ¾                                                                                       |
| Aérodynamique                                |                                                                                           |
| S (m2)                                       | 1,89                                                                                      |
| SCx (m2) - Cx                                | 0,63 - 0,33                                                                               |
| Poids et dimensions                          |                                                                                           |
| Poids total (kg)                             | 990                                                                                       |
| Répartition AV/AR                            | 64/36                                                                                     |
| Longueur - Largeur - Hauteur (m)             | 3,71 - 1,64 - 1,36                                                                        |
| Empattement (m)                              | 2,47                                                                                      |
| Voies avant – arrière (m)                    | 1,41 - 1,35                                                                               |

### Performances
| Généralités              |      |
| ------------------------ | ---- |
| Poids/Puissance          | 6,6  |
| Puissance au litre (ch)  | 75   |
| Couple au litre (mkg)    | 9,1  |
| Vitesse max (km/h)       | 216  |
| Accélérations (s)        |      |
| 0 à 100 km/h             | 7,9  |
| 400 mètres DA            | 15,6 |
| 1 000 mètres DA          | 29,0 |
| Reprises (s)             |      |
| 60 à 90 en 4e            | 5,9  |
| 60 à 90 en 5e            | 8,4  |
| 80 à 120 en 3e           | 5,9  |
| 80 à 120 en 4e           | 7,8  |
| 80 à 120 en 5e           | 11,5 |
| 80 à 150 en 5e           | 22,9 |
| 90 à 120 en 4e           | 5,8  |
| 90 à 120 en 5e           | 8,7  |
| 100 à 140 en 5e          | 12,2 |
| 400 mètres de 40 en 4e   | 16,5 |
| 400 mètres de 40 en 5e   | 18,6 |
| 400 mètres de 50 en 4e   | 15,9 |
| 400 mètres de 50 en 5e   | 18,1 |
| 1 000 mètres de 40 en 4e | 30,6 |
| 1 000 mètres de 40 en 5e | 34,7 |
| 1 000 mètres de 50 en 4e | 29,9 |
| 1 000 mètres de 50 en 5e | 34,5 |

### Phase 1
La Clio Williams Phase 1 est de fait la version « collector » de la Clio Williams. Toutes les Williams phase 1 sont numérotées (4 500 exemplaires) et ont servi à homologuer la Clio en championnat de France des rallyes. Leur cote est en général un peu plus élevée que celle d'une Williams phase 2 mais elles souffrent des défauts de toutes les Clio phase 1, en particulier la corrosion des ailes arrière.

### Phase 2
La phase 2 qui apparaît courant 1994 subit un léger restylage au niveau de la calandre et des feux arrière qui, désormais, ont une forme bombée, les logos (2.0) qui étaient auparavant situés aux côtés des répétiteurs de clignotants sur les ailes AV sont désormais sur les nouvelles baguettes latérales plus larges. La motorisation reste inchangée. La plaque numérotée est située sur le tableau de bord et sera seulement disponible sur certains modèles destinés à l'export (Italie) ou à la demande expresse du client.

### Phase 3 Swiss Champion (série limitée)

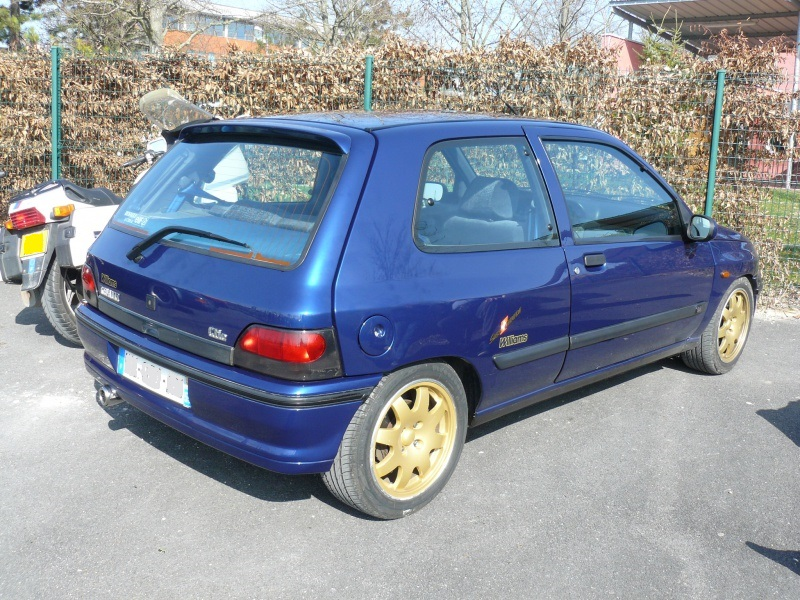
Clio Swiss Champion 1995

Ce sont les 500 dernières Williams à avoir été produites.
Principales évolutions par rapport à une Williams phase 2 :
- volant spécifique ;
- réglage de la hauteur des phares ;
- peinture Bleu Méthyl 432 (qui tire sur le violet), comme toutes les dernières Clio 16S / Williams produites fin 1995 pour l'export (appelées phase 3 ou Williams 3)[8];
- plaque numérotée spécifique « Swiss Champion » de 1 à 500 ;
- plage arrière bleue avec haut-parleurs intégrés ;
- radiocassette Sony 6 haut-parleurs avec commandes au volant et chargeur CD ;
- logo « Swiss Champion » sur les ailes AR.

## Clio Maxi

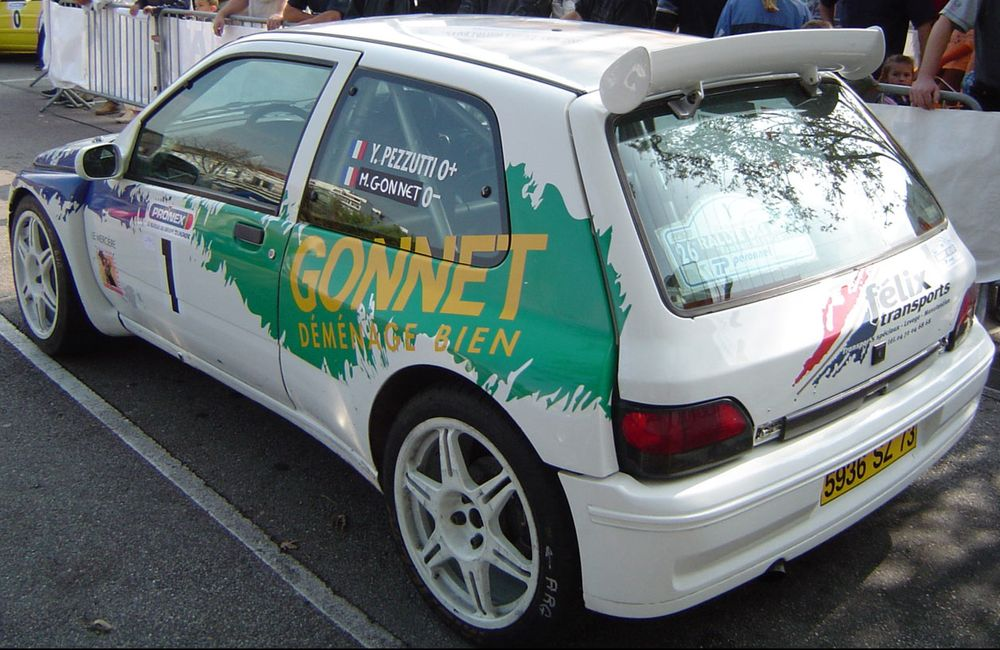
Clio Maxi

La Clio Maxi est dérivée de la Clio Williams Gr.A à partir de la réglementation kit-car dédiée au rallye. Elle se différencie de la version groupe A par des voies et ailes plus élargies (+7 cm de chaque côté) pour laisser passer les roues de 17 pouces, un aileron aérodynamique à l'arrière, un moteur plus développé (admission 4 papillons, entre autres) & de plus gros trains roulant.
Présentée début 1995, elle commence en Rallye mondiaux au Rallye Monte-Carlo 1995 avec Jean Ragnotti au volant, elle représente aussi officiellement la marque dans divers championnats nationaux comme en Championnat de France des rallyes aux mains de Philippe Bugalski ou en Belgique avec Bernard Munster. 
Elle sera remplacée dès 1996 par la Renault Maxi Mégane mais reste utilisée par des pilotes privés. Elle possède un moteur de 1 998 cm3, appartient au groupe A/7K soit celui des kit-cars de 2 L de cylindrée. Son poids est de 960 kg. Elle délivre 270 ch de 6 900 à 8 400 tr/min, et dispose d’un couple de 247 N m.